# Józsa Lángos
Józsa Lángos (28 d'agost de 1911 - 17 de maig de 1987) va ser una jugadora d'escacs hongaresa que tenia el títol de Mestra Internacional Femenina des de 1950. Va ser vuit vegades guanyadora del Campionat d'escacs femení d'Hongria (1942, 1943, 1944, 1947, 1949, 1950, 1951, 1952).

## Resultats destacats en competició
Als anys 40 i 50, Józsa Lángos va ser una de les principals jugadores d'escacs hongareses. Va guanyar en campionats d'escacs femenins hongaresos no oficials el 1942, 1943, 1944 i 1949. Lángos també va guanyar els campionats oficials d'escacs femenins hongaresos els anys 1947, 1950, 1951 i 1952.
L'any 1950, Józsa Lángos va participar al Campionat del Món d'escacs femení a Moscou on va compartir el 10è-11è lloc. El 1952, Lángos va participar al Torneig de Candidates del Campionat del Món d'Escacs Femení a Moscou on va compartir el 8è al 10è lloc.
L'any 1950, Józsa Lángos va rebre el títol de Mestra Internacional Femenina de la FIDE (WIM). Va ser la primera dona hongaresa a rebre aquest títol.